# Engratshofen
Das Dorf Engratshofen gehört zur Gemeinde Fuchstal im oberbayerischen Landkreis Landsberg am Lech.

## Geografische Lage
Engratshofen liegt etwa drei Kilometer westlich des Fuchstaler Ortsteils Leeder am Hang eines Höhenzugs, der das Lechtal gegen das Wertachtal abgrenzt.

## Geschichte
Mit einer ersten urkundlichen Erwähnung im Jahr 1059 ist Engratshofen einer der ältesten Ortsteile der Gemeinde Fuchstal. Es gehörte damals vermutlich zum Kloster St. Mang, ehe es die Herren von Freyberg 1445 zusammen mit dem Dorf Leeder an den Augsburger Bürger Ulrich Honold verkauften.
Bis 1972 gehörte Engratshofen (wie auch die damalige Gemeinde Leeder) zum Landkreis Kaufbeuren und dem Regierungsbezirk Schwaben. Mit der Gebietsreform entstand die oberbayerische Gemeinde Fuchstal zu der Engratshofen bis heute gehört.

## Struktur
Engratshofen ist ein bäuerlich geprägter Weiler der früher vor allem aufgrund eines großen, aus in unmittelbarer Nähe gelegenen Sondermunitionslager Landsberg-Leeder der US-Armee bzw. der Bundeswehr bekannt war. In der 1971 gebauten Bunkeranlage wurden zu Zeiten des Kalten Krieges in über 40 Erdbunkern unter anderem Sprengköpfe für amerikanische Nuklearwaffen gelagert.

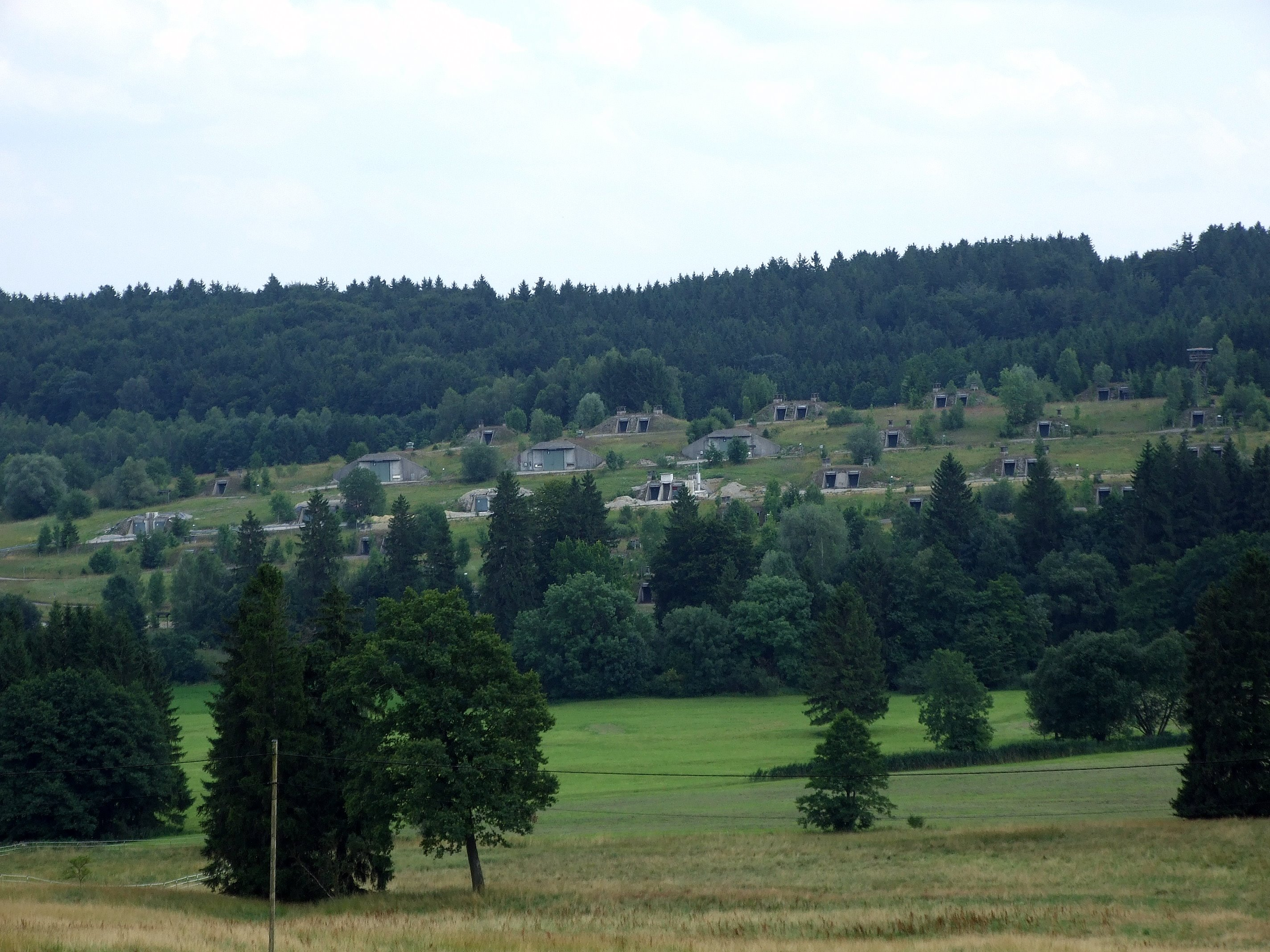
Die Bunker des ehemaligen Munitionslagers bei Engratshofen

Die Bunkeranlagen wurden seit den 1980er Jahren nicht mehr zur Atomwaffenlagerung genutzt, 2003 wurde das Gelände von der Bundeswehr verkauft. Nach längerer Diskussion und kontroversen Debatten wurde im Februar 2007 der eigens dafür gegründeten Gesellschaft Energiespeicher Fuchstal, in deren Besitz das 19,4 Hektar große Gelände unter dem Namen Sondergebiet erneuerbare Energien Am Huttenbügel seit einiger Zeit ist, die Genehmigung zur Biogasgewinnung durch Trockenvergasung erteilt. Aufgrund technischer Probleme wurde dieser Plan jedoch vorerst aufgegeben. Der aufzustellende Bebauungsplan stellte die Gemeinde vor das Problem, dass die Details der Bebauung aus strategischen Gründen geheim gehalten wurden und die auf dem Gelände vorhandenen Bauten seinerzeit ohne baurechtliche Genehmigung erstellt wurden und die Bunker und Wachtürme nachträglich zu genehmigen sind.
Die geplante Biogasanlage sollte im Endausbau rund 1,6 Megawatt elektrische Leistung erzeugen.